# Lanhoso
Lanhoso ist eine Gemeinde im Norden Portugals.
Lanhoso gehört zum Kreis Póvoa de Lanhoso im Distrikt Braga, östlich von Braga besitzt eine Fläche von 6,1 km² und hat 766 Einwohner (Stand 19. April 2021).
Das Castro de Lanhoso wurde beim Bau der Straße zum Santuerio da Nossa Senhora do Pilar und zur Burg von Lanhoso, die aus dem 12. Jahrhundert stammt, am Hang, zusammen mit verschiedenen Rundhäusern und römerzeitlichem Fundmaterial entdeckt. Besondere Erwähnung verdienen der Fund dreier vergoldeter Torques (Halsringe) und der eines Bronzehelmes. Ein Kupferdolch und Penha-Keramik bezeugen eine ältere Besiedlung des Platzes. Am Fuße des Burgberges führt die Roman Geira vorbei, die Römerstraße XVIII von Bracara Augusta (Braga) nach Asturica Augusta (Astorga) in Spanien. 

Gebäude und Funde
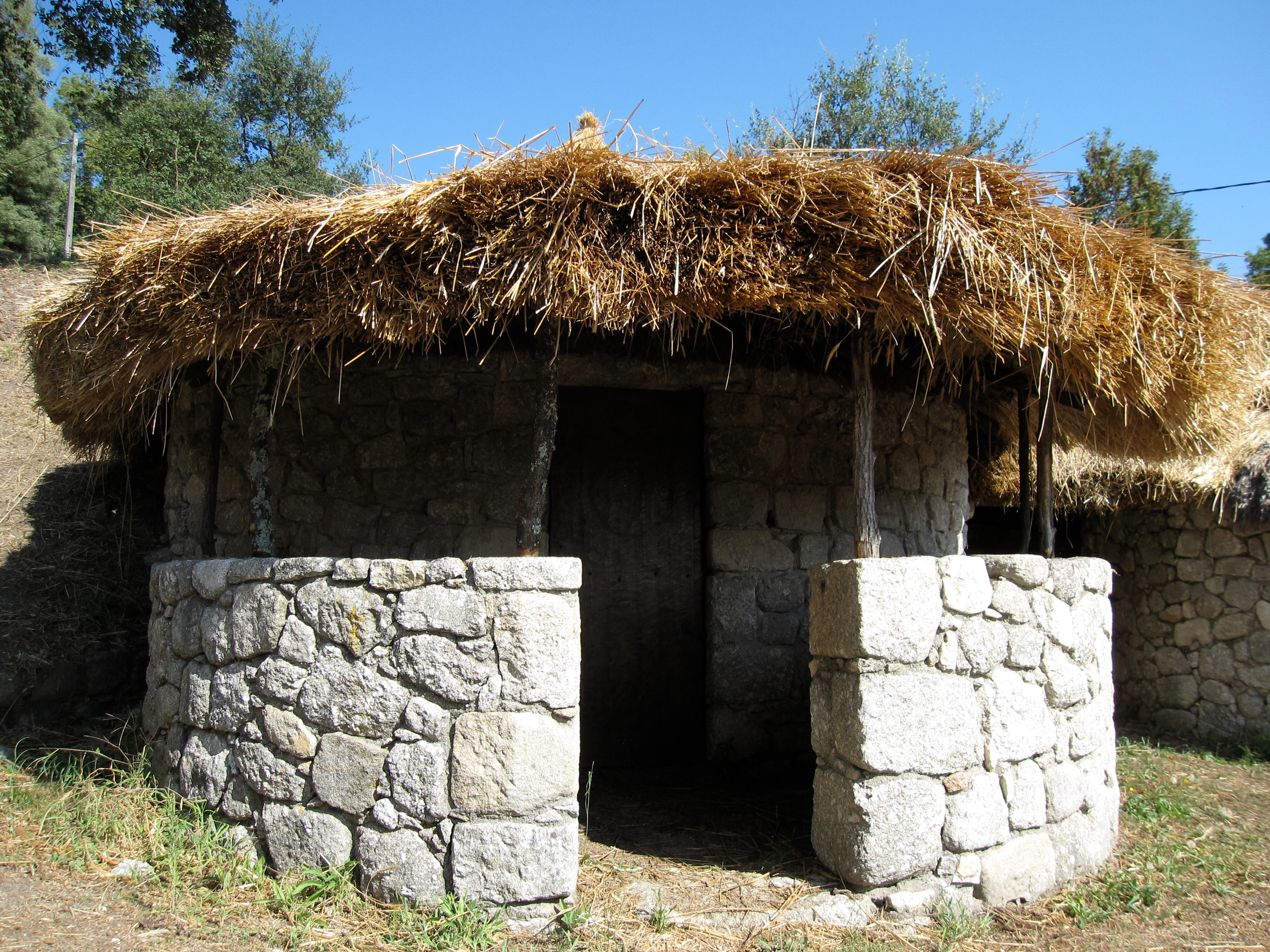
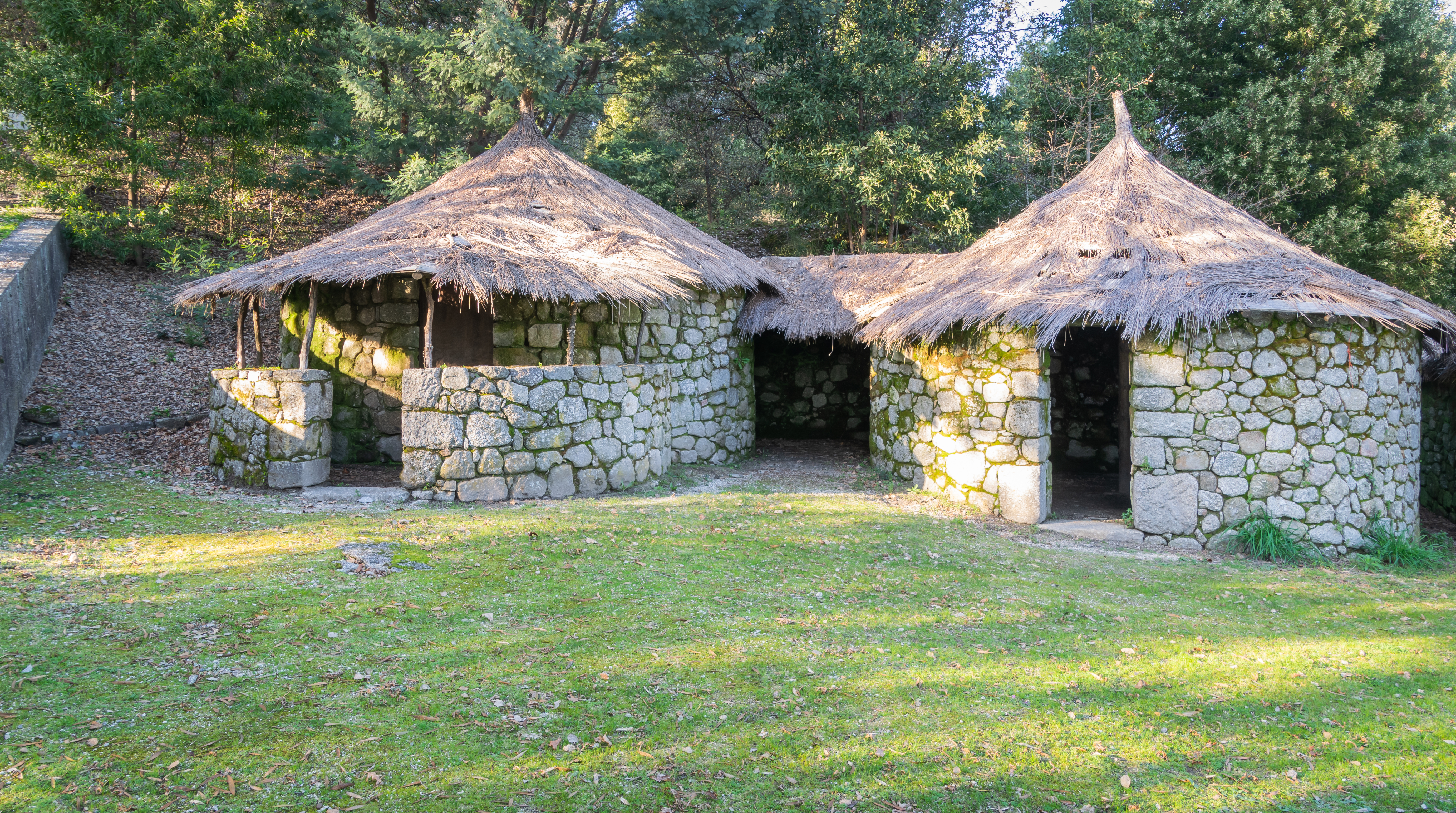
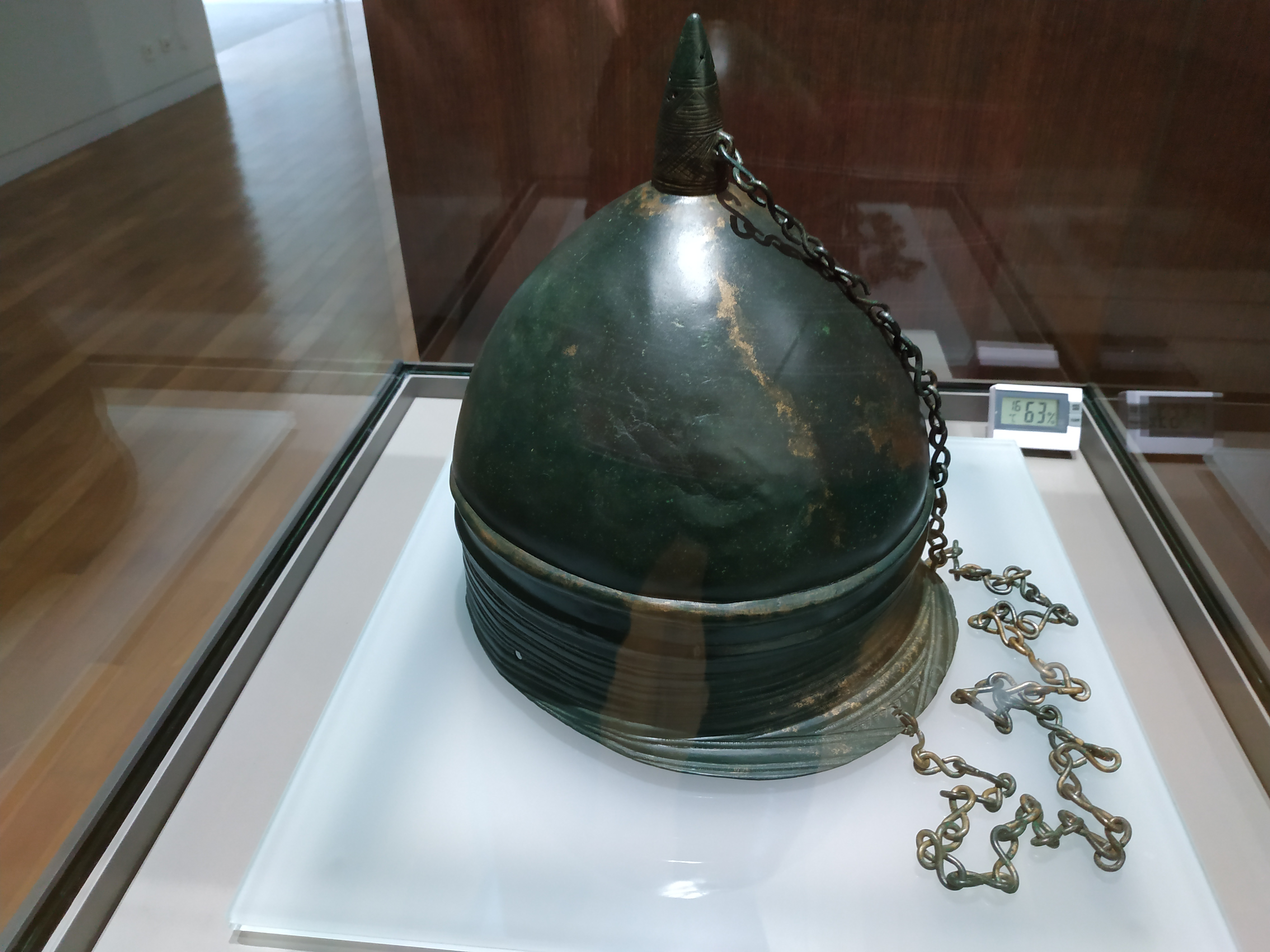
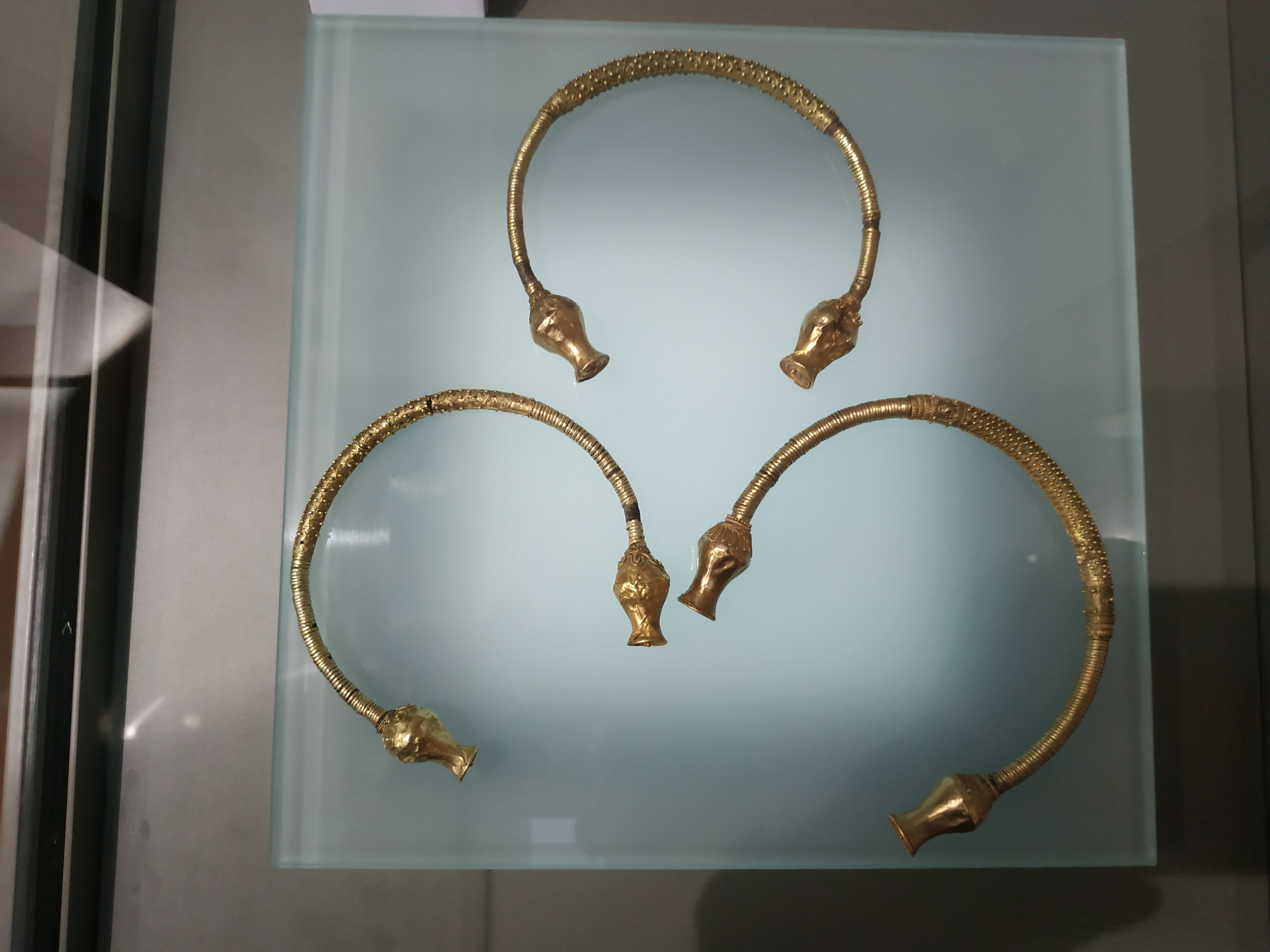